# Sarcophaga sudanica
Sarcophaga sudanica är en tvåvingeart som beskrevs av Zumpt 1951. Sarcophaga sudanica ingår i släktet Sarcophaga och familjen köttflugor. Inga underarter finns listade i Catalogue of Life.